# José Gabriel Palma Rogers
José Gabriel Palma Rogers (1882 - 1961) fue un abogado chileno con destacada participación en el ámbito público. 
Ocupó el cargo de Superintendente de Bancos (1931-1941), participó como coautor de la Ley de Quiebras y fue profesor titular de la cátedra de Derecho Comercial en la Escuela de Ciencias Jurídicas y Sociales de la Universidad de Chile. Es autor y coautor de varios libros y artículos en el ámbito jurídico.

## Familia
Hijo de José Gabriel Palma Guzmán y Carolina Rogers Gutiérrez. 
Casado con Gabriela Vial Vicuña en el año 1917, con quien tuvo cuatro hijos: Benjamín, Carlos, Alfonso y Gerardo. 
Proviene de una familia dedicada al ejercicio de la abogacía.  Abuelo, Padre y posteriormente su hijo, desempeñarían esta profesión y estarían ligados a la historia del Poder Judicial.
Su padre fue José Gabriel Palma Guzmán, abogado, quién fue Presidente de la Corte Suprema de Justicia.
Su abuelo fue José Gabriel Palma Villanueva, abogado, quién fue Diputado de la República, Presidente de la Corte Suprema y Juez, y Vicerrector de la Universidad de Chile participando junto Andres Bello y José Miguel de la Barra en su organización.
Su hijo Alfonso Palma Vial, abogado, se desempeñó como abogado integrante de la Corte Suprema de Justicia.

## Educación
Abogado de profesión de la Universidad de Chile, obtuvo su título en el año 1905. Se especializó en Derecho Comercial. 

## Trayectoria Pública
En 1905 ingresó al estudio jurídico Palma Abogados, de su familia. 
En 1926 fue el primer Intendente en la Superintendencia de Bancos, nombrado por el Superintendente Julio Philipi Bihl. 
Fue el autor de las "Circulares" como medio de comunicación oficial entre la Superintendencia y los bancos fiscalizados.
En 1931 asume como Superintendente de Bancos en reemplazo de Julio Philipi Bihl quién presentó su renuncia pues había sido nombrado Ministro de Hacienda en el primer gobierno de Carlos Ibáñez del Campo.
Ejercería este cargo hasta el 28-04-1941.
En 1938 se nombra Decano Interino de la Escuela de Comercio y Economía de la Universidad de Chile, tras la renuncia de su primer decano y posterior Presidente de la República Pedro Aguirre Cerda.
En 1951 fue nombrado "Miembro Académico" de la Escuela de Ciencias Jurídicas y Sociales de la Universidad de Chile.
Desempeñó el cargo de Consejero del Colegio de Abogados de Chile. Fue su Vicepresidente entre el 16-04-1958 y el 19-10-1959). 
Fue abogado integrante de la Corte Suprema de Justicia.
Participó en la redacción de la Ley de Quiebras que reemplazó el Libro IV del Código de Comercio, colaborando además en la redacción de diversos cuerpos legales.

## Trayectoria Académica
En el ámbito académico fue profesor de la cátedra de Derecho Comercial en la Escuela de Ciencias Jurídicas y Sociales de la Universidad de Chile hasta 1931.

## Publicaciones
Fue autor y coautor de diferentes libros en el ámbito jurídico.
En 1920 publica el libro "Derecho Comercial: apuntaciones de la clase" de la Editorial Estrella del Pacífico.  
En 1925 publica el libro: "Derecho Comercial", con sucesivas ediciones en: 1928 y 1935, libro que ha sido usado por varias generaciones de estudiantes de derecho y abogados, y que aún permanece vigente.
En 1937 publica el libro "Derecho Marítimo" (y "Seguros"), de la Editorial Imprenta Universitaria. 
En 1940 publica el libro "Legislación de Quiebras", de la Editorial Talleres Gráficos Samaniego.
Ha sido autor y coautor de diversos artículos publicados, entre otros, en la Revista de Derecho, Jurisprudencia y Ciencias Sociales de la Universidad de Chile: "Principios que rigen las compensaciones en la liquidación del Banco Español de Chile" (1927) y "Contrato de prenda industrial" (1928).